# Joe Sentieri
Joe Sentieri, właśc. Rino Luigi Sentieri  (ur. 3 marca 1925 w Genui, zm. 27 marca 2007 w Pescarze) – włoski piosenkarz, jeden z prekursorów nowoczesnego, opartego rock and rollu stylu śpiewania we włoskiej piosence (obok Adriano Celentano, Tony'ego Dallary czy Miny).

## Życiorys
Rino Luigi Sentieri wychowywał się w portowej dzielnicy Genui. Wykonywał różne prace, w tym robotnika portowego. Marząc o karierze śpiewaka operowego nauczył się gry na akordeonie i gitarze, a po zakończeniu wojny założył orkiestrę, z którą śpiewał w nocnych lokalach. Został zauważony przez greckiego armatora i zatrudniony do występów na statkach obsługujących połączenia transatlantyckie. Podczas występów na wzburzonym morzu zwykł wykonywać na zakończenie piosenki podskok aby utrzymać równowagę na podeście, co publiczność odbierała jako oryginalny pomysł artysty. Później artysta już umyślnie powtarzał ów element występu. Zmienił też w międzyczasie imię Rino na Joe. Śpiewał po włosku, francusku, angielsku, hiszpańsku, niemiecku, a także po genueńsku, sycylijsku, rzymsku i neapolitańsku. Zdobył rozgłos w Nowym Jorku, dzięki czemu został zatrudniony przez sieć telewizyjną CBS. W 1952 roku powrócił do Włoch, otwierając hotel na Riwierze Włoskiej. Przedsięwzięcie to okazało się jednak niedochodowe, więc wyjechał do Kanady i Stanów Zjednoczonych. Po pewnym okresie znów powrócił do Włoch występując w nocnych klubach. W 1957 roku wyjechał na pewien czas do Argentyny, gdzie zdobył popularność, po czym powrócił do ojczyzny. W 1959 roku poznał Carla Alberta Rossiego, wygrał kilka lokalnych festiwali, w tym Festival della Città dei due mondi z piosenką „Lentischi e fichi d'india”.

### Kariera piosenkarska
Joe Sentieri zadebiutował w 1959 w telewizyjnym programie rozrywkowym Il Musichiere piosenką „Milioni di scintille” Domenica Modugno. W tym samym roku wygrał Festiwal Canzonissima, również piosenką Modugno „Piove” (która wcześniej wygrała Festiwal w San Remo). W tym samym roku artysta miał jeszcze jeden wielki przebój – „Ritroviamoci” (G. Calabrese–C.A. Rossi);5 miejsce na włoskiej liście przebojów.
W 1960 Joe Sentieri zadebiutował na Festiwalu w San Remo – miał prezentować piosenkę „Libero” w parze z Domenico Modugno ale ten wybrał ostatecznie Teddy'ego Reno jako partnera; wspomniana piosenka zajęła 2 miejsce. Ale i Joe Sentieri nie miał powodu do narzekań – piosenka „Quando vien la sera” (A.Testa-C.A. Rossi), śpiewana przez niego w parze z Wilmą De Angelis zajęła na Festiwalu 3 miejsce (a 2 na włoskiej liście przebojów) a druga piosenka – „È mezzanotte” (Testa-Cozzoli-Compari), śpiewana w parze z Sergio Brunim – 5 miejsce.
Z mniejszym powodzeniem występował Joe Sentieri na Festiwalu w San Remo w latach następnych:
- 1961 z piosenkami „Lei” (R. Pazzaglia–J. Sentieri) (12 miejsce) i „Libellule” (A.Testa-Viezzoli) (nie weszła do finału),
- 1962 z piosenkami „Cipria di sole” (Marotta-Mazzocco) (8 miejsce) i „Tobia” (A. Testa-Mogol-C.Donida) (poza finałem)
- 1963 z piosenkami „Fermate il mondo” (Canfora-Verde) i „Quando ci si vuol bene… (come noi)” (G. Calabrese-Isola-B. Zambrini) (obie nie przeszły do finału).

### Uno dei tanti – I (Who have nothing)
W 1961 Joe Sentieri wylansował swój największy, jak się później okazało, przebój: „Uno dei tanti” (Mogol–C. Donida). Piosenka cieszyła się – i nadal się cieszy – ogromną popularnością, zwłaszcza w USA, gdzie została przetłumaczona na angielski przez znaną spółkę autorsko-kompozytorską Jerry Leiber – Mike Stoller pod tytułem „I (Who have nothing)”. Najsłynniejsi jej wykonawcy to: Ben E. King (1963), Tom Jones (1970), Roberta Flack i Donny Hathaway (1972), Manfred Mann's Earthband (1979), Shirley Bassey (1980), Neil Diamond (1993) i Joe Cocker (2004).

## Kariera telewizyjna i kinowa
W 1960 Joe Sentieri nagrał singiel reklamowy z okazji Letnich Igrzysk Olimpijskich w Rzymie, zatytułowany „Welcome To Rome”. W tym samym okresie poświęcił się również produkcji kinowej, występując w krótkich, muzycznych skeczach, w których parodiował popularne piosenki lub słynne filmy, m.in.: Meravigliosa, A qualcuno piace calvo, Sanremo, La grande sfida i Urlatori alla sbarra (wszystkie z 1960); Bellezze sulla spiaggia (1961); Caccia al marito, Appuntamento in Riviera i Il giorno più corto (wszystkie z 1962). Z powodzeniem występował też przez kilka lat w telewizji, w której razem z Fausto Cigliano uczestniczył w popularnej serii filmików reklamowych, dotyczących czekolady.
Nieco później, już w latach 70., wystąpił w filmach fabularnych Damiano Damianiego: La moglie più bella (1970) i Io ho paura (1977).

## Lata 80. i późniejsze
W latach 80., kiedy jego sława przygasła, Joe Sentieri poświęcił się dwóm pasjom: rodzinie i malarstwu. W 1981 ożenił się ze swą przyjaciółką Dorą, z którą miał dwie córki. Oboje zamieszkali w Pescarze. Drugą jego pasją było, już od dzieciństwa, malarstwo. Zajął się więc nim, odnosząc i tu pewne sukcesy.
W 2004, w oparciu o tzw. prawo Bacchelli (o pomocy dla zubożałych artystów), otrzymał Joe Sentieri dożywotnią rentę. Trzy lata później zmarł na udar mózgu.
Joe Sentieri zapisał się w pamięci swoich wielbicieli jako "wykonawca-skoczek", bowiem każdy występ zwykł kończyć uciesznymi podskokami. Pytany, każdorazowo wyjaśniał, że robi to z radości, jaką sprawia mu śpiewanie.